# Damnacanthus macrophyllus
Damnacanthus macrophyllus là một loài thực vật có hoa trong họ Thiến thảo. Loài này được Siebold ex Miq. mô tả khoa học đầu tiên năm 1867.